# أندريا رانوكيا
أندريا رانوكيا (بالإيطالية: Andrea Ranocchia) (مواليد 16 فبراير 1988 في أسيزي - إيطاليا) لاعب كرة قدم في مركز قلب الدفاع إيطالي يلعب حاليا لصالح نادي الدرجة الأولى نادي انتر ميلان الإيطالي .
لعب لأندية إيطالية مثل نادي باري منذ عام 2008 وانتقل إلى نادي جنوى صيف 2010 قبل أن ينتقل إلى نادي انتر ميلان في مطلع سنة 2011 .

## مسيرته الكروية
بدأ في نادي باري عام 2008 وانتقل إلى نادي جنوى صيف 2010 ويلعب لصالح نادي إنتر ميلان منذ يناير 2011 ، وهو منذ ذلك الوقت لاعب أساسي بعد تعرض والتر صامويل لإصابة أبعدته أربعة أشهر مما زاد من تألق الاعب في البطولة الإيطالية وهو ماأدى إلى ثناء المدرب الإيطالي للأزوري تشيزاري برانديلي عليه.وسجل رانوكيا هدفه الأول مع الإنتر في مباراة كالياري والتي سجل هدفا بعد تسديدة اللاعب المغربي حسين خرجة.

## الإنجازات
- بطولة دوري الإيطالي الدرجة الثانية (1) : نادي باري.
- كأس إيطاليا 2010-2011 مع الإنتر
- كأس العالم 2006 مع المنتخب الإيطالي

## روابط خارجية
- أندريا رانوكيا على موقع الاتحاد الدولي (مؤرشف)  (الإنجليزية)
- أندريا رانوكيا على موقع الاتحاد الأوربي (الإنجليزية)
- أندريا رانوكيا على موقع قاعدة بيانات كرة القدم.إي يو (الإنجليزية)
- أندريا رانوكيا على موقع بيانات كرة القدم. دي إي (الألمانية)
- أندريا رانوكيا على موقع ناشيونال فوتبول تيمز (الإنجليزية)
- أندريا رانوكيا على موقع Soccerbase.com (لاعب) (الإنجليزية)
- أندريا رانوكيا على موقع Soccerway.com (الإنجليزية)
- أندريا رانوكيا على موقع عالم كرة القدم.نت (الإنجليزية)
- أندريا رانوكيا على موقع AS.com (الإسبانية)